# Jan Boone
Jan Boone (4 augustus 1971) is een Belgisch ondernemer en bestuurder. Hij is CEO van Lotus Bakeries.

## Carrière
Jan Boone studeerde toegepaste economische wetenschappen aan de Katholieke Universiteit Leuven en bedrijfsrevisoraat aan de Université de Mons-Hainaut. Van 1996 tot 2000 was hij auditor bij PricewaterhouseCoopers en van 2000 tot 2005 lid van het directiecomité van het farmaceutische bedrijf Omega Pharma. Later werd hij er bestuurder.
Sinds 2005 is hij werkzaam bij koekjesproducent Lotus Bakeries, een familiebedrijf dat in 1932 door zijn grootvader Jan Boone werd opgericht en waar eerder Karel Boone CEO was. In 2011 werd Jan Boone eindverantwoordelijk voor het bedrijf.

### Nevenactiviteiten
Boone is sinds 2011 samen met Bart Verhaeghe en Vincent Mannaert hoofdaandeelhouder van voetbalclub Club Brugge, waarvan hij tevens bestuurder is. Verder is hij sinds 2017 niet-uitvoerend voorzitter van Animalcare Group, een beursgenoteerde onderneming in de diergeneeskundige sector en bekleedt hij een bestuursmandaat bij de holding Weareone.world (dancefestival Tomorrowland).